# アザー・ウィンザー (第5代プリマス伯爵)
第5代プリマス伯爵アザー・ヒックマン・ウィンザー（英語: Other Hickman Windsor, 5th Earl of Plymouth FRS、1751年5月30日 – 1799年6月12日）は、イギリスの貴族。

## 生涯
第4代プリマス伯爵アザー・ウィンザーとキャサリン・アーチャー（Katherine Archer、初代アーチャー男爵トマス・アーチャーの娘）の長男として、1751年5月30日に生まれた。
1771年4月21日に父が死去すると、プリマス伯爵の爵位を継承した。
1773年4月22日、王立協会フェローに選出された。
1799年6月12日に死去、息子が爵位を継承した。

## 家族
1778年5月20日、サラ・アーチャー（1838年5月27日没、第2代アーチャー男爵アンドリュー・アーチャーの娘）と結婚、1男2女をもうけた。
- アザー・アーチャー（英語版）（1789年 – 1833年） - 第6代プリマス伯爵
- マリア（1790年 – 1855年4月7日） - 1811年10月25日、第3代ダウンシャー侯爵アーサー・ヒルと結婚、子供あり
- ハリエット（英語版）（1797年 – 1869年） - 第13代ウィンザー女男爵